# Zeep en soda
Zeep en soda is een single van Black and White uit Delft. Het duo bestaande uit Jan Klumperman en Eugene Gaiser mocht het plaatje opnemen als gevolg van hun succes in het radioprogramma De Zonnebloem van de KRO.
Het enigszins humoristische, maar strak ritmische lied gaat over de niet-zo-goede-kookkunst van moeder (Zeep en soda (2x); M'n eetlust is weer naar de maan; Zeep en soda (2x); Mama heeft weer iets geks gedaan.) Het is een cover van Sippin' soda van Paul Campbell met een nieuwe, Nederlandstalige tekst van Stan Haag. Guy Mitchell stond met het originele lied in 1954 in de voorloper van UK Singles Chart (1 week op nummer 11). Ook de B-kant Daarbij die waterkant was een cover en wel van Down by the riverside geschreven door Dazz Jordon en Jack Bess. Dat nummer was in 1954 een hit van Bing Crosby.
Het plaatje verscheen als Shellac 10"-single en moest op 78 toeren per minuut afgespeeld worden. Het was in Nederland een van de succesnummers van 1954. Overigens was de plaat ook verkrijgbaar als 7" vinyl single op 45 toeren met catalogusnummer PF 317 328.
Het kreeg een vervolg in S Ph-boom, gezongen met de Melody Sisters.